# EuroHockey Cup Winners Cup (Herren, Feld)
Der EuroHockey Cup Winners Cup (Herren-Feld) war ein von der European Hockey Federation (EHF) zwischen 1990 und 2007 ausgetragener Europapokal-Wettbewerb, in dem die Herren-Feldhockeypokalsieger Europas startberechtigt waren. Im Gegensatz zu einigen Europapokalwettbewerben mancher anderer Sportarten wurde der EuroHockey Cup Winners Cup in Turnierform ausgespielt. Das Turnier fand jedes Jahr über vier Tage zu Ostern statt. Es konnten sich Vertreter von vier Ländern den Pokal sichern, dabei schnitten niederländische Clubs mit zehn Titeln am erfolgreichsten ab, gefolgt von vier Erfolgen spanischer Teams. Rekordsieger mit drei Titeln ist der Amsterdamer H&BC. Letzter Titelträger ist auch der Amsterdamer H&BC durch ein 6:2 im Endspiel über das englische Team von Cannock HC. Zur Saison 2007/08 wurde der EuroHockey Cup Winners Cup ähnlich wie in anderen Sportarten durch einen Wettbewerb mit bis zu drei Teilnehmern pro Land abgelöst, der Euro Hockey League.

## Austragungsmodus
Acht Mannschaften, jeweils Pokalsieger ihres Landes, spielen den Titel aus. Die teilnehmenden Länder sind diejenigen, deren Vertreter im Vorjahr die ersten sechs Plätze belegten, und die beiden Länder, deren Clubs ein Jahr vorher in der zweitklassigen EuroHockey Cup Winners Trophy das Finale erreicht hatten. Die beiden letztplatzierten Länder des Cups steigen in die Trophy ab. Dieselben Auf- und Abstiegsregeln gibt es zur drittklassigen Challenge.

## Siegerliste
| Jahr | Austragungsort   | Champion            |             |
| ---- | ---------------- | ------------------- | ----------- |
| 2007 | Madrid           | Amsterdamsche H&BC  | Niederlande |
| 2006 | Reading          | HC Bloemendaal      | Niederlande |
| 2005 | Lille            | Club de Campo       | Spanien     |
| 2004 | Eindhoven        | Oranje Zwart        | Niederlande |
| 2003 | Terrassa         | Amsterdamsche H&BC  | Niederlande |
| 2002 | Eindhoven        | Oranje Zwart        | Niederlande |
| 2001 | ’s-Hertogenbosch | HC ’s-Hertogenbosch | Niederlande |
| 2000 | Terrassa         | Atlètic Terrassa    | Spanien     |
| 1999 | Amsterdam        | Amsterdamsche H&BC  | Niederlande |
| 1998 | ’s-Hertogenbosch | HC ’s-Hertogenbosch | Niederlande |
| 1997 | Reading          | Gladbacher HTC      | Deutschland |
| 1996 | Den Haag         | Dürkheimer HC       | Deutschland |
| 1995 | Cagliari         | Harvestehuder THC   | Deutschland |
| 1994 | Terrassa         | Atlètic Terrassa    | Spanien     |
| 1993 | Birmingham       | HGC                 | Niederlande |
| 1992 | Vught            | HGC                 | Niederlande |
| 1991 | Terrassa         | Kampong             | Niederlande |
| 1990 | Stuttgart        | Hounslow            | England     |

## 18. EuroHockey Cup Winners Cup 2007
Die letztmalige Austragung fand vom 5. bis zum 8. April 2007 beim spanischen Vertreter Club de Campo Villa de Madrid statt. Titelverteidiger HC Bloemendaal nahm als niederländischer Meister am EuroHockey Club Champions Cup teil.

Donnerstag, 5. April 2007
- 12.30 Gruppe A Amsterdamsche H&BC v WKS Grunwald Poznań 10-0
- 14.00 Gruppe A Der Club an der Alster v Royal Beerschot THC 3-1
- 16.30 Gruppe B Cannock HC v SS Lazio 6-3
- 18.00 Gruppe B Club de Campo de Madrid v HK Dinamo Electrostal 7-0

Freitag, 6. April 2007
- 12.30 Gruppe A Amsterdamsche H&BC – Royal Beerschot THC 3-0 (2-0)
- 14.00 Gruppe A Der Club an der Alster – WKS Grunwald Poznań 1-3 (1-1)
- 16.30 Gruppe B Cannock HC – HK Dinamo Electrostal 7-0 (2-0)
- 18.00 Gruppe B Club de Campo de Madrid – SS Lazio 4-0 (1-0)

Samstag, 7. April 2007
- 12.30 Gruppe A Royal Beerschot THC – WKS Grunwald Poznań 1-4 (1-2)
- 14.00 Gruppe A Amsterdamsche H&BC – Der Club an der Alster 0-0 (0-0)
- 16.30 Gruppe B HK Dinamo Electrostal – SS Lazio 3-2 (1-0)
- 18.00 Gruppe B Cannock HC – Club de Campo de Madrid 3-2 (2-0)

| Pos. | Verein              | Tore | Punkte |
| ---- | ------------------- | ---- | ------ |
| 1.   | Amsterdamsche H&BC  | 13:0 | 7      |
| 2.   | WKS Grunwald Poznań | 7:12 | 6      |
| 3.   | Club an der Alster  | 4:4  | 4      |
| 4.   | Royal Beerschot THC | 2:10 | 0      |

| Pos. | Verein             | Tore | Punkte |
| ---- | ------------------ | ---- | ------ |
| 1.   | Cannock HC         | 16:5 | 9      |
| 2.   | Club de Campo      | 13:3 | 6      |
| 3.   | Dinamo Elektrostal | 3:16 | 3      |
| 4.   | SS Lazio           | 5:13 | 0      |

Sonntag, 8. April 2007
- 09.30 4.A – 3.B Royal Beerschot v HK Dinamo Electrostal 1-2 (0-1)
- 11.45 3.A – 4.B Der Club an der Alster v SS Lazio 9-2 (2-1)
- 14.00 2.A – 2.B WKS Grunwald v Club de Campo 3-4 (3-2)
- 18.00 1.A – 1.B Amsterdamsche H&BC v Cannock HC 6-2 (2-0)

Endresultat:
1.  Amsterdamsche H&BC (NED) (EuroHockey Cup Winner) 

2.  Cannock (ENG) 

3.  Club de Campo (ESP) 

4.  WKS Grunwald (POL) 

5.  Der Club an der Alster (GER) 

5.  HK Dinamo Electrostal (RUS) 

7.  Royal Beerschot (BEL) 

7.  SS Lazio (ITA)

## Weblink
- https://eurohockey.org/